# Флавіу Канту
Флавіу Канту  (порт. Flávio Canto, 16 квітня 1975) — бразильський дзюдоїст, олімпійський медаліст.

## Виступи на Олімпіадах
| Олімпіада    | Дисципліна                    | Місце |
| ------------ | ----------------------------- | ----- |
| Атланта 1996 | дзюдо, напівсередня категорія | 7T    |
| Афіни 2004   | дзюдо, напівсередня категорія | 3T    |